# Doktorn kan komma
Doktorn kan komma (engelska: The Flying Doctors) är en australisk dramaserie från 1986 till 1992, producerad av Crawford Productions (under senare säsonger i samarbete med Nine Network Australia och BBC). Serien handlar om människorna och deras liv på och omkring en läkarstation i det lilla samhället Coopers Crossing i Australien.
Det var från början en miniserie från 1985 i tre delar. Miniserien blev så populär att den ledde till en säsong på 26 avsnitt redan året därpå. År 1992 hade serien spelats in i totalt 221 avsnitt fördelat på 9 säsonger.
År 1993 gjordes en ny version som hette R.F.D.S., vilket är en förkortning på Royal Flying Doctor Service (Kungliga Flygande Doktors-Tjänsten). I denna serie var de flesta av karaktärerna från originalserien ersatta och serien utspelade sig istället i närliggande orten Broken Hill. R.F.D.S. fick bara en säsong och lades följaktligen ned 1994.

## Rollista i urval

### Läkare
- Andrew McFarlane – Thomas "Tom" Callaghan
- Liz Burch – Christine "Chris" Randall
- Robert Grubb – Geoffery Graham "Geoff" Standish

- John Frawley – Dr. Frank Turner
- David Reyne - Dr Guy Reid

### Sjuksköterskor
- Leonore Smith – Katherine "Kate" Wellings/Standish
- Nikki Coghill – Jacqueline "Jackie" Crane
- Tammy Macintoch – Annie Rogers
- Vikki Blanche – Paula Patterson, piloten Sam Pattersons syster

### Piloter
- Lewis Fitzgerald – David/Dave "Gibbo" Gibson
- Peter O'Brien – Sam Patterson
- Justin Gaffney – Gerry O'Neill
- Christopher Stollery – John "Johnnno" Johnsson
- Louise Siversson – Debbie Andrews/O'Brien

### Radio
- Gil Tucker – Joe Forrest
- George Kapiniaris – Demetris 'D.J.' Goannidis
- Beverly Dunn – Clare Bryant

### Stadsbor
- Maurie Fields – Victor Stephen "Vic" Buckley, pubägare
- Val Jellay – Nancy "Nance" Buckley
- Rebecca Gibney – Emma Plimpton/Patterson, mekaniker och Hurtels brorsdotter.
- Terry Gill – Sgt. Jack Carruthers, polisman
- Max Cullen – Horatio/Horace "Hurtle" Morrison, verkstadsföreståndare
- Pat Evison – Violet Carnegie, butiksföreståndare
- Sophie Lee – Penny "Pen" Wellings, Kates syster
- Bruce Barry – George Baxter
- Alex Papps – Nick Cardaci, bilmekaniker
- Paul Kelman – Steven "Steve" Macauley, Clares son
- Sydney Jackson – Fader/präst Cliff 'Jacko' Jackson
- Mark Neil – Marty Jarvis, bilmekaniker
- Marie Redshaw - Maggie Hutton, butiksföreståndare
- Warren Owens - Dougie Kennedy
- Shane Withington - Mike Lancaster, PhD astrofysik